# Paul Macasius
Johannes Paul Macasius auch Maccasius und Der Egersche Brunnenarzt genannt (* 1585 in Lichtenstadt, Böhmen; † 1644 in Zwickau) war ein deutscher Arzt, Stadtphysicus und Apotheker in Zwickau und Eger.

## Leben
Er war der Sohn des aus Glaubensgründen aus Kärnten nach Böhmen emigrierten Johann Macasius d. Ä. (* um 1557 in Villach; † 1624 in Zwickau), der 1580 Pfarrer in Platten und ab 1581 Pfarrer in Lichtenstadt war. 1607 war er Respondent in Jena und ließ sich dann als praktischer Arzt in Eger nieder, wo er 1613 eine Monografie über die Natur, Wirkung, Kraft und Gebrauch des Egerischen Säuerlings, eines im Jahre 1600 von Johann Rubinger entdeckten Mineralbrunnens (vermutlich Franzensquell) schrieb. 1636 scheint er sich als Exulant zeitweise in Wunsiedel aufgehalten zu haben und emigrierte später mit seiner Familie nach Zwickau. Von 1638 bis 1641 war er Pächter der Löwen-Apotheke in Zwickau. Er starb 1644 in Zwickau. Sein Sohn war ein ebenfalls bekannter Mediziner. Seine Tochter Anna Maria (1615 – 1681) war mit dem Sohn des Theologen Christian Lange d. Ä. Christian Lang d. J. verheiratet. Nach seinem Tod heiratete sie 1665 den Arzt und Alchimisten August Hauptmann, den sie ebenfalls überlebte. Sie wurde danach die Frau des Dresdner Chronisten Anton Weck.

## Familie
Paul Macasius heiratete 1611 in Schlaggenwald Catharina Köppel (* 1589 in Schlaggenwald; † 1. Mai 1660 in Zwickau). Sie bekamen drei Söhne und drei Töchter, von denen nur Anna Maria, Johann Georg und Margaretha überlebten.
- Anna Maria (* 15. Mai 1615 in Eger; † 26. September 1681 in Dresden);[8] ⚭ 13. September 1654 in Leipzig Christian Lange d. J., Medizinprofessor
- Johann Georg (* 17. März 1617 in Eger; † 1653 in Zwickau), Mediziner
- Paulus (getauft 20. Oktober 1628 in Schönberg)
- Margaretha

## Werke
- Varus, Antonius: Disputatio medica De Venae Sectione. – 1607
- De Arthritide. – 1610
- De acidularum Egranarum usualium seu fonticuli crystalini natura viribus. – 1613
- Von dem Egrischen Sewrling. – 1616